# Coryphaenoides tydemani
Coryphaenoides tydemani är en fiskart som först beskrevs av Weber, 1913.  Coryphaenoides tydemani ingår i släktet Coryphaenoides och familjen skolästfiskar. Inga underarter finns listade i Catalogue of Life.